# Фольксдойче

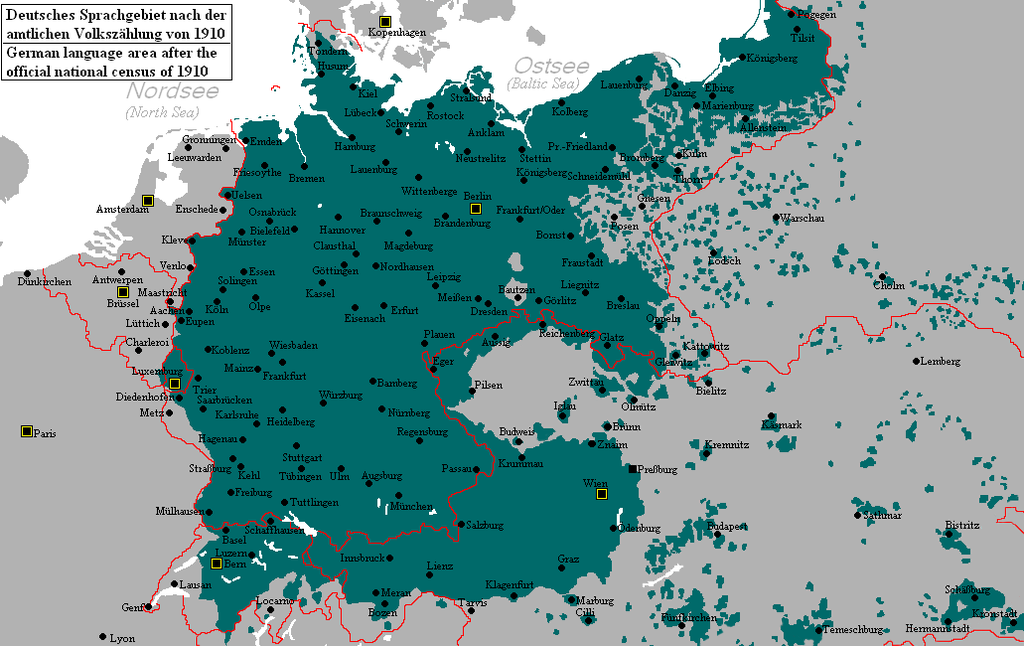
Етнічні німці (1910)

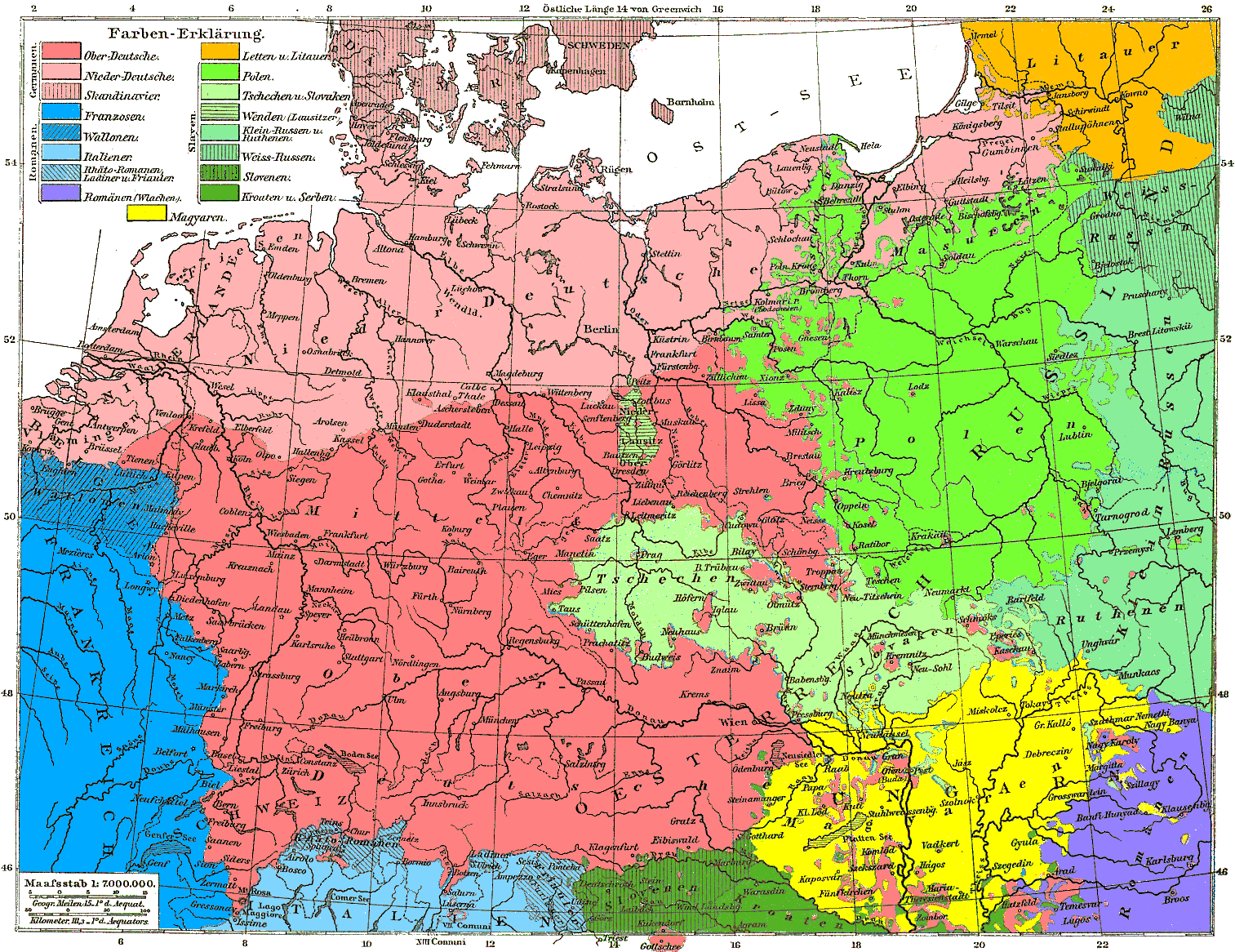
Карта історичного розподілу німецькомовного населення в Європі станом на 1880 (без поселень німців у Прибалтиці й на Волзі)

Етнічні німці (нім. Volksdeutsche), або фольксдойче, фольксдойчі — загальна назва німецьких національних меншин у Європі напередодні та в роки Другої світової війни 1939—1945.

## Про термін
Термін люди німецького походження (нім. Deutschstämmige) зазнав суттєвих змін у 20 -му столітті.  
На початку століття у вжитку було поняття «закордонні німці» (нім. Auslandsdeutsche) — люди, чиї предки є або були німцями і які не мають німецького громадянства або відмовилися від нього чи втратили його.
Термін перетворилися на фольксдойче (нім. Volksdeutsche) в процесі саморадикалізації,  і використовувався щодо людей німецької та ненімецької національності, які проживали за межами Німецького Рейху та Австрії, особливо у Східній та Південно-Східній Європі.

## Історія
За словами історика Доріса Бергена, Гітлер придумав визначення людей «мова і культура яких мали німецьке походження, але які не мали німецького громадянства». Визначення з’явилося в меморандумі німецької імперської канцелярії в 1938 році.
У 1939 році Німеччина окупувала західну частину Польщі та створила там центральне реєстраційне бюро — Німецький народний список (ДВЛ) (нім. Deutsche Volksliste, DVL) — в якому поляків німецької національності реєстрували як фольксдойче.
ДВЛ поділяло неєврейських поляків німецької національності в одну з чотирьох категорій:
1. Так звані «конфесійні німці» (нім. Bekenntnisdeutsche) — віддані Рейху до 1939 року.
2. Пасивні особи німецького походження, що дотримувалися німецької мови та культури.
3. «Племінні німці» (нім. Stammesdeutsche) — більше не розмовляли німецькою мовою, але не були членами польських політичних організацій.
4. Ренегати — люди, які були «німецького походження», але вважали себе поляками.

Згодом подібні схеми були впроваджені в окупованій Франції  та в Рейхскомісаріаті Україна.
На підставі радянсько-німецьких угод 18 вересня 1939 року та 5 вересня 1940-го, німецький уряд одержав право на переселення Фольксдойче до Райху з новоприєднаних до УРСР західноукраїнських територій. Прибл. 256000 німців виїхало з України. Разом з ними виїхала деяка кількість українців (за прибл. даними бл. 10 тис.), що їм вдалося довести своє мішане походження чи під ін. претекстом їх прийняли за Фольксдойче німецькі переселенні комісії.
Виїхавши з УРСР, ці українці були приміщені в тимчасових таборах у Німеччині, дехто прийняв німецьке громадянство (т. зв. Райхсдойче), але більшість подавала себе за українців і включилася в укр. життя в Ген. Губернії. Деякі поляки також подавалися за Фольксдойче і пізніше були використані в німецькій адміністрації на укр. землях, при чому виявляли антиукр. ставлення. Справжні німецькі Фольксдойче згодом брали участь у нім. окупаційній адміністрації на території України.
Німецькі окупанти нарахували 313 000 «етнічних німців» в окупованій Україні, окупованому Румунією Придністров’ї та сусідних зонах бойових дій. 200 000 Фольксдойче України (понад 29 000 в Галичині) жили у 486 населених пунктах.
 Протягом нацистської окупації України Фольксдойче мали ті ж привілеї, якими користувалися німецькі нацменшини в ін. захоплених гітлерівцями землях, перевагу в зачисленні до вищих та середніх ланок адміністративного апарату тощо. Фольксдойче широко залучались до роботи в цивільній адміністрації в Україні, у поліційних органах, військах СС, до охорони об'єктів військового значення, а також до колонізації українських земель у формі т. зв. німецьких поселень.
Привілейоване становище німецьких національних меншин спонукало деяких мешканців України (у Галичині та Волині здебільшого поляків) видати себе за Фольксдойче. З відступом німецьких військ з території України частина Фольксдойче відійшла на Захід. Фольксдойче, які залишилися в Україні, були, як правило, звинувачені радянськими каральними органами у співробітництві з окупантами, засуджені на тривалі строки ув'язнення та депортовані у північні області Радянського Союзу.